# 克羅皮夫內 (德米特里夫卡市鎮)
50°54′7″N 32°50′22″E / 50.90194°N 32.83944°E
克羅皮夫內（羅馬化：Kropyvne）是位於烏克蘭北部切爾尼戈夫州尼任區德米特里夫卡市鎮的村莊，面積4.56平方公里，海拔高度162米，2006年人口790，人口密度每平方公里170人。